# كيفن لوك
كيفن لوك (بالإنجليزية: Kevin Locke)‏ هو لاعب دوري الرغبي نيوزيلندي، ولد في 4 أبريل 1989 في أوكلاند في نيوزيلندا.

## روابط خارجية
- كيفن لوك على موقع ItsRugby.co.uk (الإنجليزية)